# Тейхоєві кислоти
Тейхоєві кислоти — біополімери з молекулярною масою близько 2 тисяч кілодальтон, побудовані з залишків вуглеводів, D-аланіну, багатоатомних спиртів та фосфорної кислоти. У клітинній стінці грампозитивних бактерій тейхоєві кислоти ковалентно зв'язані фосфодіефірним зв'язком із залишками мурамової кислоти та протеоглікану. За типом багатоатомного спирту розрізняють рибіт- та гліцеринтейхоєві кислоти.